# Судзуки, Синри
Синри Судзуки (яп. 鈴木 真理; род. 25 декабря 1974 в Ниномие, Япония) — бывший японский профессиональный шоссейный велогонщик. Двукратный чемпион Азии в групповой гонке (2003, 2004). Чемпион Японии 2002 года в групповой гонке.

## Достижения
2001
1-й Этап 6 Тур Хоккайдо
1-й Этап 6 Тур Кореи
3-й Тур Окинавы
2002
Чемпионат Японии
1-й  Групповая гонка
1-й Этап 3 Тур Хоккайдо
7-й Тур Японии
1-й Этап 6
2003
Чемпионат Азии
1-й  Групповая гонка
2004
Чемпионат Азии
1-й  Групповая гонка
Чемпионат Японии
2-й  Групповая гонка
6-й Тур Японии
1-й Этап 5
2005
9-й Кубок Японии
2006
2-й Тур Хоккайдо
Чемпионат Японии
3-й  Групповая гонка
2008
1-й Этап 1 Тур Кореи
7-й Тур Окинавы
10-й Тур Хоккайдо
2009
1-й Этап 4 Тур Тайваня
2-й Тур Хоккайдо
1-й Этап 5
2-й Тур Кумано
4-й Шоссейная гонка Кумамото
5-й Тур Окинавы
9-й Кубок Японии
2010
1-й Этап 4 Тур Японии
Чемпионат Японии
2-й  Групповая гонка
3-й Шоссейная гонка Кумамото
5-й Кубок Японии
2011
9-й Тур Северной Голландии
2012
9-й Тур Кумано
2014
4-й Тур Окинавы
9-й Тур Хоккайдо